# L'uovo di Ortone
L'uovo di Ortone è un libro per bambini scritto dal Dr. Seuss e tradotto da Anna Sarfatti, pubblicato nel 1940.

## Trama
(Ortone)
Giodola è un'allodola che stufa di covare il suo uovo, decide di affidarlo a Ortone un elefante.
Lui non apprezza l'idea, decidendo comunque di covarlo mentre lei se ne va' per qualche giorno . Per mantenere la promessa fatta all'allodola, l'elefante sopporta le bufere dell'inverno e la derisione degli altri animali. Mentre i giorni passano, tre cacciatori si avvicinano a Ortone e anziché ucciderlo lo vendono ad un circo, dove l'elefante fa meravigliare la folla continuando la cova.
Un giorno Giodola vola sopra il tendone, si avvicina, ma appena entra riconosce Ortone e reclama l'uovo indietro, accusando l'elefante di averglielo rubato. Nello stesso tempo l'uovo si schiuse e al posto di un pulcino di allodola ne esce un elefantino con le ali; l'onestà di Ortone è premiata dal direttore del circo, che lo fa liberare, mentre l'allodola rimane senza prole. Il libro finisce con Ortone che se ne va nella giungla con il cucciolo di elefante-allodola.

## Adattamento cinematografico
L'uovo di Ortone è stato adattato per un cortometraggio animato delle Merrie Melodies nel 1942, distribuito dalla Warner Bros.

## Animali presenti nel libro
- Allodola
- Elefante
- Canguro
- Giraffa
- Ippopotamo
- Leone
- Giaguaro
- Muflone africano
- Alce
- Scoiattolo
- Coniglio
- Antilope
- Lama
- Pesce

Alcuni animali presentano incongruenze o caratteristiche di pura fantasia, come l'ippopotamo con gli zoccoli e la coda da maialino, oppure il fatto che Giodola cova il suo uovo su un albero, mentre nella realtà le allodole nidificano sul terreno.